# Колбі Кейв
Колбі Кейв (англ. Colby Cave, 26 грудня 1994, Норт-Бетлфорд, Канада — 11 квітня 2020, Торонто) — канадський хокеїст, що грав на позиції центрального нападника.

## Ігрова кар'єра
З 2009 по 2011 Колбі виступав за юніорську команду «Бетлфордс Старс» в юніорській лізі Саскачеван. На драфті ЗХЛ 2009 року обраний під загальним 13-м номером клубом «Кутенай Айс». 9 січня 2011 «Кутенай» продав гравця «Свіфт-Керрент Бронкос».
У сезоні 2012–13 Кейв став капітаном «Свіфт-Керрент Бронкос». 4 квітня 2015 року, як вільний агент уклав трирічний контракт початкового рівня з «Бостон Брюїнс».
Перші три сезони Колбі провів у фарм-клубі «Бостона» «Провіденс Брюїнс». 21 грудня 2017 нападника викликали до Бостона. Він дебютував у переможній грі 2–1 над «Вінніпег Джетс». Після трьох матчів його повернули до «Провіденс Брюїнс».
17 грудня 2018 Колбі закинув свою першу шайбу в НХЛ у переможній грі 4–0 проти «Монреаль Канадієнс». У сезоні 2018–19 Кейв провів у складі «Брюїнс» 20 матчів. 
15 січня 2019 канадця продали до «Едмонтон Ойлерз» у складі якого він відіграв у сезоні 2019–20 11 матчів.

## Смерть
Кейв страждав на гостру обструктивну гідроцефалію. У ніч 6 на 7 квітня 2020 йому зробили операцію та ввели у 
медикаментозний сон. 11 квітня вранці Колбі помер.

## Статистика
| Сезон        | Клуб                    | Ліга         | Регулярний сезон | Регулярний сезон | Регулярний сезон | Регулярний сезон | Регулярний сезон | Плей-оф | Плей-оф | Плей-оф | Плей-оф | Плей-оф |
| Сезон        | Клуб                    | Ліга         | І                | Г                | П                | О                | ШХ               | І       | Г       | П       | О       | ШХ      |
| ------------ | ----------------------- | ------------ | ---------------- | ---------------- | ---------------- | ---------------- | ---------------- | ------- | ------- | ------- | ------- | ------- |
| 2008–09      | «Бетлфордс Старс»       | СМХЛ         | 3                | 0                | 1                | 1                | 2                | —       | —       | —       | —       | —       |
| 2009–10      | «Бетлфордс Старс»       | СМХЛ         | 42               | 15               | 21               | 36               | 40               | —       | —       | —       | —       | —       |
| 2010–11      | «Бетлфордс Старс»       | СМХЛ         | 44               | 14               | 22               | 36               | 28               | —       | —       | —       | —       | —       |
| 2010–11      | «Батлфорд Норт-Старс»   | СМХЛ         | 3                | 0                | 1                | 1                | 0                | —       | —       | —       | —       | —       |
| 2010–11      | «Свіфт-Керрент Бронкос» | ЗХЛ          | 1                | 0                | 0                | 0                | 0                | —       | —       | —       | —       | —       |
| 2011–12      | «Свіфт-Керрент Бронкос» | ЗХЛ          | 70               | 6                | 10               | 16               | 36               | —       | —       | —       | —       | —       |
| 2012–13      | «Свіфт-Керрент Бронкос» | ЗХЛ          | 72               | 21               | 20               | 41               | 39               | 5       | 2       | 2       | 4       | 8       |
| 2013–14      | «Свіфт-Керрент Бронкос» | ЗХЛ          | 72               | 33               | 37               | 70               | 30               | 6       | 0       | 2       | 2       | 0       |
| 2014–15      | «Свіфт-Керрент Бронкос» | ЗХЛ          | 72               | 35               | 40               | 75               | 52               | 4       | 2       | 0       | 2       | 2       |
| 2014–15      | «Провіденс Брюїнс»      | АХЛ          | 1                | 0                | 0                | 0                | 0                | —       | —       | —       | —       | —       |
| 2015–16      | «Провіденс Брюїнс»      | АХЛ          | 75               | 13               | 16               | 29               | 27               | 3       | 2       | 1       | 3       | 5       |
| 2016–17      | «Провіденс Брюїнс»      | АХЛ          | 76               | 13               | 22               | 35               | 52               | 17      | 1       | 5       | 6       | 18      |
| 2017–18      | «Провіденс Брюїнс»      | АХЛ          | 72               | 11               | 22               | 33               | 29               | 4       | 0       | 0       | 0       | 2       |
| 2017–18      | «Бостон Брюїнс»         | НХЛ          | 3                | 0                | 0                | 0                | 2                | —       | —       | —       | —       | —       |
| 2018–19      | «Провіденс Брюїнс»      | АХЛ          | 15               | 6                | 12               | 18               | 13               | —       | —       | —       | —       | —       |
| 2018–19      | «Бостон Брюїнс»         | НХЛ          | 20               | 1                | 4                | 5                | 8                | —       | —       | —       | —       | —       |
| 2018–19      | «Едмонтон Ойлерз»       | НХЛ          | 33               | 2                | 1                | 3                | 8                | —       | —       | —       | —       | —       |
| 2019–20      | «Едмонтон Ойлерз»       | НХЛ          | 11               | 1                | 0                | 1                | 4                | —       | —       | —       | —       | —       |
| 2019–20      | «Бейкерсфілд Кондорс»   | АХЛ          | 44               | 11               | 12               | 23               | 24               | —       | —       | —       | —       | —       |
| Усього в НХЛ | Усього в НХЛ            | Усього в НХЛ | 67               | 4                | 5                | 9                | 22               | —       | —       | —       | —       | —       |